# キズナ食堂
『キズナ食堂』（キズナしょくどう、英称:KIZUNA RESTAURANT）は、2009年4月11日から2010年3月20日までTBSで放送された食堂を舞台にしたトークバラエティ番組である。ハイビジョン制作。

## 概要
本番組のテーマは人と人との「出会いと絆」がテーマである。毎回多方面で活躍する人たちをゲストに招きトークやドキュメントなど様々な要素を織り交ぜながら、人同士の結びつきとそこから生まれる何かを視聴者に届けていく。時には出逢いの場を提供したり、時には親子・夫婦・友人の絆に迫ったりもしていく。開始当初はゲストによるトークやお笑い芸人によるロケ企画（後述）を中心にしていたが、2009年10月からは毎回、様々な都道府県にスポットを当てたグルメ企画が中心となっている。
テレビ山口ではこれまで土曜19時台枠にフジテレビ系列の番組を遅れネットで放送されていたが、2009年4月からローカルセールス枠が水曜20時台に移動したため、本番組からはTBSテレビの番組が同時ネットされている。
番組終了後は月曜23:30枠から『飛び出せ!科学くん』が移動。爆笑問題は水曜24時台の新番組として『爆!爆!爆笑問題』が与えられた（スタッフも一部携わっている）。

## 提供クレジットについて
- TBS制作枠とは異なり、複数社提供でも珍しく「提供」の文字がなく、スポンサー名のみ表示している[注 2]。

## 放送時間
- 2009年4月11日 - 土曜日19:00 - 19:56（JST）[注 3]
  - 『もうすぐキズナ食堂』では爆笑問題によるオープニングトークと、各回の放送内容を紹介していた。

## 出演者
マスター（総合司会）
- 爆笑問題
  - 田中裕二（「キズナ食堂 田中」店長）
  - 太田光（「キズナ食堂 田中」店員）

フィクサー（スペシャル司会）
- 黒柳徹子（ビルのオーナー）

レギュラー（常連客）
- 石塚英彦（ホンジャマカ）
- 辻希美
- 土田晃之（2009年6月から）

準レギュラー
- 森三中
  - 黒沢かずこ
  - 大島美幸
  - 村上知子
- 田中義剛
- 木村拓哉[注 4]（SMAP、2009年5月23日 - 2009年7月11日）
- 田村亮（ロンドンブーツ1号2号）
- まえだまえだ
  - 前田航基
  - 前田旺志郎
- オリエンタルラジオ
  - 中田敦彦
  - 藤森慎吾
- 升田尚宏（TBSアナウンサー）

海の家「一発屋」
- X-GUN
- BOOMER
- 鉄拳
- ムーディ勝山
- ダンディ坂野
- 小梅太夫
- 鼠先輩

## 主なコーナー
2009年9月まで
- 貸し切りトーク キズナの会
- ○○のキズナ旅
- 辻ちゃんのキズナ弁当
- 海の家「一発屋」
- オリエンタルラジオのキズナ農業

2009年10月から
- 明日あなたも行きたくなる ガツンとニッポン驚き新発見!

## スタッフ
- 構成：北本かつら、佐藤雄介、若尾守重、海老根豊、矢野了平、小林正和、播田ナオミ、高橋秀一、清隼一郎・秋葉高彰、野口悠介・野村正浩
- タイトル：STUDIO 4℃
- CG：TEA
- ナレーター：中村正、渡辺篤史、羽佐間道夫、真地勇志、山中秀樹、掛川裕彦、篠原まさのり、林田尚親
- TM：平木美和
- TD：阿部智昭
- SW：大蔵聡
- VE：間瀬拓之
- カメラ：小笠原朋樹
- 照明：原昇、鹿島雄司
- 音声：龍田幸久
- TK：長谷川道子
- 音響効果：溝口博子、阿部宰、伊藤誠
- 編集：宮原明男
- MA：的池将
- 美術プロデューサー：渡邊秀和
- 美術デザイナー：山口智広
- 美術制作：大木章子
- 装置：相良ひさお
- メカシステム：庄子泰広
- 電飾：真鍋明
- 装飾：深山健太郎
- 植木装飾：儀同博子
- 衣装：遠藤恵理子、原口恵里
- 持道具：貞中照美
- メイク：アートメイク・トキ
- 編成：藤原麻知
- 番組宣伝：反町浩之
- 技術協力：東通
- 制作協力：ファルコン、ボトム、ゴッズダイナミックワールド、ボックス・タートル
- 監修：山田修爾
- 演出：青山優子、藤村卓也、福田雅之、髙宮望
- 演出・ディレクター：渡邊真二郎
- ディレクター：むたゆうじ、渡辺達朗、松澤なおみ、松本哲也、金島豊、西崎修一、青木良憲、村上稔、原田薫、池辺幸子
- AP：西沢雅文、長内信博、大山小百合、谷田貝義行・鈴木秀明、原田康弘
- プロデューサー：大久保竜、谷澤美和、壁谷政彦
- チーフプロデューサー：小谷和彦
- 総合演出・プロデューサー：朝岡慶太郎
- テーマ音楽：千住明「KIZUNA」
- ヴァイオリン演奏：千住真理子 by courtesy of EMI Music Japan Inc.
- 製作著作：TBS

## 備考
- レギュラー出演者の黒柳、爆笑問題の3人が放送内でゲストと飲酒する場合、筆頭スポンサーであるキリンビールのノンアルコールビール『キリンフリー』を飲む時がある。
- 第3回の放送ではエンディングで爆笑問題の太田が「自分達がやってきた番組の中で一番ほのぼのとした番組」と語っている。
- 1年間の最高視聴率は、2009年12月12日の放送で初の2桁台となる13.3%である（関東地区・ビデオリサーチ調べ）。

## ネット局
| 放送対象地域   | 放送局                   | 系列    | 放送日時                 |
| -------------- | ------------------------ | ------- | ------------------------ |
| 関東広域圏     | TBSテレビ (TBS)          | TBS系列 | 土曜 19時00分 - 19時56分 |
| 北海道         | 北海道放送 (HBC)         | TBS系列 | 土曜 19時00分 - 19時56分 |
| 青森県         | 青森テレビ (ATV)         | TBS系列 | 土曜 19時00分 - 19時56分 |
| 岩手県         | IBC岩手放送 (IBC)        | TBS系列 | 土曜 19時00分 - 19時56分 |
| 宮城県         | 東北放送 (TBC)           | TBS系列 | 土曜 19時00分 - 19時56分 |
| 山形県         | テレビユー山形 (TUY)     | TBS系列 | 土曜 19時00分 - 19時56分 |
| 福島県         | テレビユー福島 (TUF)     | TBS系列 | 土曜 19時00分 - 19時56分 |
| 山梨県         | テレビ山梨 (UTY)         | TBS系列 | 土曜 19時00分 - 19時56分 |
| 新潟県         | 新潟放送 (BSN)           | TBS系列 | 土曜 19時00分 - 19時56分 |
| 長野県         | 信越放送 (SBC)           | TBS系列 | 土曜 19時00分 - 19時56分 |
| 静岡県         | 静岡放送 (SBS)           | TBS系列 | 土曜 19時00分 - 19時56分 |
| 富山県         | チューリップテレビ (TUT) | TBS系列 | 土曜 19時00分 - 19時56分 |
| 石川県         | 北陸放送 (MRO)           | TBS系列 | 土曜 19時00分 - 19時56分 |
| 中京広域圏     | 中部日本放送 (CBC)       | TBS系列 | 土曜 19時00分 - 19時56分 |
| 近畿広域圏     | 毎日放送 (MBS)           | TBS系列 | 土曜 19時00分 - 19時56分 |
| 鳥取県・島根県 | 山陰放送 (BSS)           | TBS系列 | 土曜 19時00分 - 19時56分 |
| 岡山県・香川県 | 山陽放送 (RSK)           | TBS系列 | 土曜 19時00分 - 19時56分 |
| 広島県         | 中国放送 (RCC)           | TBS系列 | 土曜 19時00分 - 19時56分 |
| 山口県         | テレビ山口 (tys)         | TBS系列 | 土曜 19時00分 - 19時56分 |
| 愛媛県         | あいテレビ (itv)         | TBS系列 | 土曜 19時00分 - 19時56分 |
| 高知県         | テレビ高知 (KUTV)        | TBS系列 | 土曜 19時00分 - 19時56分 |
| 福岡県         | RKB毎日放送(rkb)         | TBS系列 | 土曜 19時00分 - 19時56分 |
| 長崎県         | 長崎放送 (NBC)           | TBS系列 | 土曜 19時00分 - 19時56分 |
| 熊本県         | 熊本放送 (RKK)           | TBS系列 | 土曜 19時00分 - 19時56分 |
| 大分県         | 大分放送 (OBS)           | TBS系列 | 土曜 19時00分 - 19時56分 |
| 宮崎県         | 宮崎放送 (MRT)           | TBS系列 | 土曜 19時00分 - 19時56分 |
| 鹿児島県       | 南日本放送 (MBC)         | TBS系列 | 土曜 19時00分 - 19時56分 |
| 沖縄県         | 琉球放送 (RBC)           | TBS系列 | 土曜 19時00分 - 19時56分 |